# قمر نامنظم

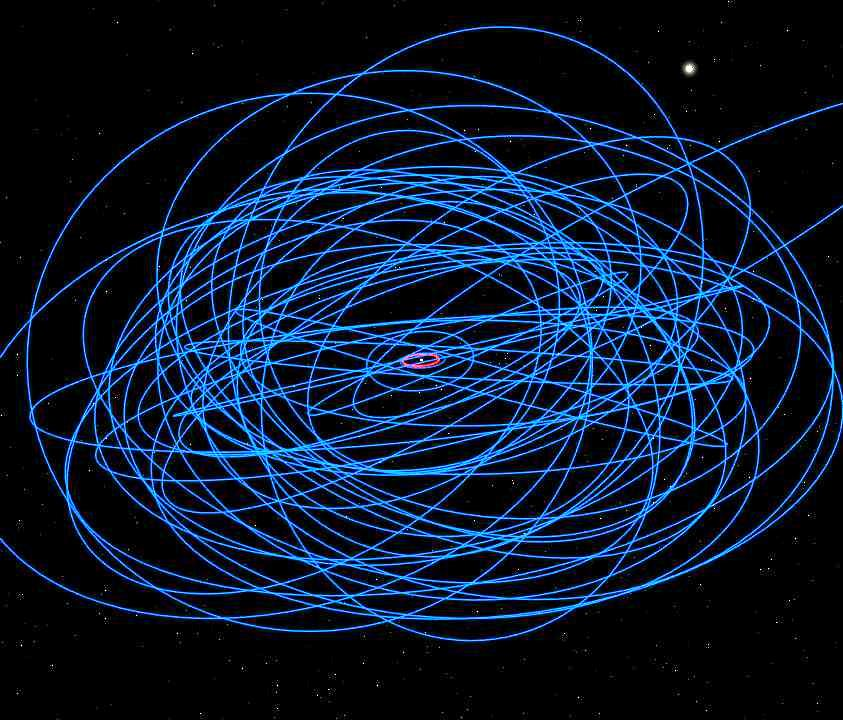
تصویر نشان‌دهندهٔ مدارهای قمرهای نامنظم زحل است. در وسط تصویر مدار تیتان قمر معمولی زحل برای مقایسه با رنگ سرخ آمده‌است.

در اخترشناسی قمر نامنظم به گونه‌ای از قمر طبیعی گفته می‌شود که دارای زاویهٔ انحراف و تمایل به خروج از مرکز مداری، حرکت رجوعی و گردشی در جهت مخالف سیارهٔ خود دارد. باور بر این است که بر خلاف قمرهای معمولی این قمرها توسط جاذبهٔ سیاره‌ها جذب‌شده و در مدار آن‌ها قرار گرفته‌اند.
تا پیش از سال ۱۹۹۷ میلادی تنها ده عدد از این قمرها و سه قمر نامنظم کشف شده بودند.
تا ژوئیهٔ سال ۲۰۱۸، شمار قمرهای نامنظم شناخته‌شده به ۱۲۵ قمر رسیده‌است، که در مدار هر چهار غول گازی (مشتری، زحل، اورانوس و نپتون) در گردش هستند. بزرگ‌ترین قمر نامنظم برای هر سیاره: هیمالیا مشتری، فیبی زحل، سیکوراکس اورانوس و تریتون نپتون بوده‌اند. باور کنونی بر آن‌ست که قمرهای نامنظم اجسامی سرگردان در من‍ظومهٔ خورشیدی بوده‌اند و اندکی پس از تشکیل سیارهٔ مادرشان، قمرهای نامنظم از مدارهای مدارهای خورشید مرکزی در نزدیکی مکان‌های کنونی خود جذب و گرفتار سیاره‌ها شده‌اند. بر پایهٔ یک نظریهٔ جایگزین، بیشتر آن‌ها از کمربند کویپر سرچشمه گرفته‌اند، این ن‍ظریه توسط مشاهدات بعدی پشتیبانی نشده‌است.